# Доманіж
Доманіж (пол. Domaniż) — частина міста Лащів у гміні Лащів Томашівського повіту Люблінського воєводства Польщі. Колишнє село (до 2010 року).

## Назва
Назва поселення вочевидь походить від давнього слов'янського імені Доманіг.

## Положення
Відстань до Томашева становила 25 верст, до Холма — 73 версти, до Любліна — 121 версту.

## Історія
У документах 1406 року є згадка про православний монастир у Доманіжі. Доманіж є давнім передмістям Лащева. Саме на теренах Доманіжа в 1549 році шляхтич Олександр Лащ заснував містечко Лащів. У податкових реєстрах 1564 та 1578 року згадується православна церква в селі, пізніша доля якої невідома.
У часи входження до Російської імперії в 1816—1837 роках належало до парафії Лащів Томашівського повіту Грубешівської області Люблінського воєводства Королівства Польського, а після 1837 року — до гміни Черкаси Томашівського повіту Люблінської губернії. У 1827 році село перебувало в приватній власності, налічувалося 20 домів і 143 жителів. За даними етнографічної експедиції 1869—1870 років під керівництвом Павла Чубинського, у селі здебільшого проживали греко-католики, усе населення розмовляло українською мовою. У 1877 році кількість дворів становила 52. Близько 1881 року в селі налічувалося 53 домів, 267 мешканців і 256 моргів землі. У селі містився гмінний суд.
Станом на 1921 рік село Доманіж належало до гміни Лащів Томашівського повіту Люблінського воєводства міжвоєнної Польщі. За офіційним переписом населення Польщі 10 вересня 1921 року в селі Доманіж налічувалося 63 будинків та 445 мешканців, з них:
- 206 чоловіків та 239 жінок;
- 268 римо-католиків, 177 православних;
- 269 поляків, 176 українців.

За німецької окупації у 1939—1944 роках входило до громади Лащів крайсгауптманшафту Замостя Люблінського дистрикту Генеральної губернії. Чисельність населення за переписом 1943 року становило 461 особа.
24 квітня 1944 року польські шовіністи вбили в селі 15 українців.
У 1975–1998 роках належало до Замостського воєводства. З 1 січня 2010 року є частиною міста Лащева.